# Cacoxenus marinae
Cacoxenus marinae är en tvåvingeart som beskrevs av Gornostaev 1995. Cacoxenus marinae ingår i släktet Cacoxenus och familjen daggflugor. Inga underarter finns listade i Catalogue of Life.